# Kémes
Kémes je selo u južnoj Mađarskoj.
Zauzima površinu od 6,89 km četvornih.

## Zemljopisni položaj
Nalazi se na 45° 49' 27" sjeverne zemljopisne širine i 18° 6' 4" istočne zemljopisne dužine, 3 km sjeverozapadno od Drave i granice s Republikom Hrvatskom. Najbliža naselja u RH su Viljevo, 8 km prema jugozapadu i Donji Miholjac, 8 km prema jugoistoku.
Susjedna naselja su: Cún 1,5 km jugozapadno, Adorjás 3 km sjeverozapadno, Drávapiski 500 m sjeverozapadno, Rádfalva 3 km sjeveroistočno, Drávacsepely 2 km istočno, Tišna 1 km jugoistočno i neposredni susjed Spornica u koju se nastavlja Kémes prema jugoistoku.

## Upravna organizacija
Upravno pripada Šikloškoj mikroregiji u Baranjskoj županiji. Poštanski broj je 7843.
Godine 1977. je Kémesu bila upravno pripojena Spornica, koja je upravnom reorganizacijom 1993. opet osamostaljena.

## Promet
Kroz selo u pravcu istok zapad prolazi željeznička pruga Barča – Viljan. U selu je i željeznička postaja.

## Stanovništvo
Kémes ima 545 stanovnika (2001.). Mađari su većina. U selu još nekoliko Nijemaca i Roma. Rimokatolika je 54%, kalvinista je 32%, nekoliko grkokatolika i ostali.

## Vanjske poveznice
- Kémes na fallingrain.com